# Saber y ganar
Saber y ganar és un programa de televisió espanyol de preguntes i respostes. Està presentat per Jordi Hurtado i Elisenda Roca, amb la col·laboració de Pilar Vázquez, i s'emet, en diferit, a les tardes de dilluns a divendres per La 2 de Televisió Espanyola. Creat per Sergi Schaaff, l'espai està dirigit per Abigail Schaaff. Des del 15 d'octubre de 2011 també és emès els dissabtes i diumenges a la mateixa hora i en diferit, pel Canal Internacional de Televisió Espanyola, depenent l'hora d'emissió de la zona geogràfica. Els fils i sintonies musicals estan composts per Víctor Martín.
S'emet ininterrompudament des del 17 de febrer de 1997, per la qual cosa és el concurs més veterà de la història de la televisió d'Espanya. El 19 abril 2010 va complir tres mil episòdis. Durant el 2005 va obtenir una mitjana entorn del milió i mig d'espectadors, més del doble de l'audiència mitjana de La 2. El seu major pic d'audiència va aconseguir el 22 de gener de 1998 amb 2.646.000 espectadors i un 21,8% de quota de pantalla. En el desè aniversari del programa, tal com van ocórrer amb altres programes de varietats, a Sud-amèrica, Juanjo Cardenal, va mostrar el seu rostre, adduint que ha de donar llum i calor, revelant així un secret guardat, quan naixia el programa, el 17 de febrer de 1997. Des del programa emès l'1 de juliol de 2011 fins al del 17 d'agost de 2011, Jordi Royo va substituir Juanjo Cardenal com a veu en off.
A Saber y ganar hi competeixen tres concursants que han de respondre correctament a preguntes de cultura general en diverses proves. Cada dia, el concursant classificat en segon lloc ha de superar una prova més, la «calculadora humana», per poder conservar el que ha guanyat anteriorment. Els tres participants tenen l'oportunitat de guanyar uns diners extres quan responen correctament a la penúltima prova, «La part pel tot». En l'última prova, el concursant que va caure eliminat en l'últim torn pot tornar a concursar al programa següent si supera «El repte».
El 17 de febrer de 2012 el programa va complir quinze anys en antena. Per celebrar-lo, el concurs va programar dotze emissions especials amb els millors concursants de tota la història. El juny de 2014 va celebrar el programa número 4.000, amb un total de disset anys en antena, 2.280 concursants, 2.826 hores de televisió i 295.000 preguntes fetes. El 2021, Juanjo Cardenal se'n va retirar quan es va jubilar, i va cedir el lloc de veu en off a Elisenda Roca. El febrer de 2022 va celebrar el vint-i-cinquè aniversari des de la sala La Paloma de Barcelona. Aquest mateix any va ser reconegut amb el premi Ondas al millor programa d'entreteniment.